# 米国債上限

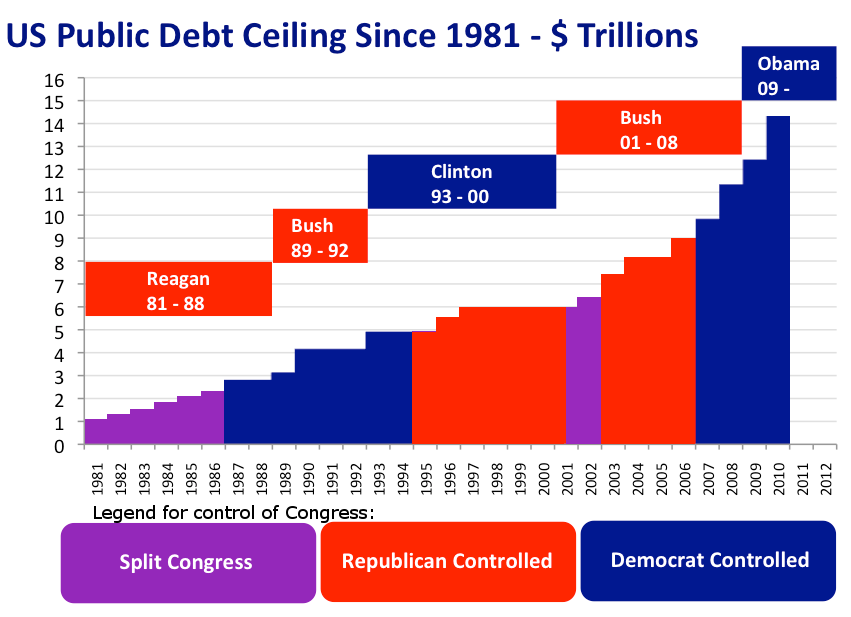
1981年末から2010年末までの米国債上限。年ごとに大統領と下院で優勢な政党を示す。

米国債上限（べいこくさいじょうげん、英語：debt ceiling）、または米国債シーリングは、アメリカ政府法律によって米国債を発行する上限金額である。2023年5月時点での米国債上限は約31兆4,000億ドル。

## 歴史
アメリカでは米国債上限は法律によって制定されている。上限に関する法律は第一次世界大戦の1917年に定められた。同年、第一次世界大戦に応え、アメリカ政府が戦時国債を発行する際に、議会は市民の経済安全保障を守るために連邦政府の債務の上限をリバティボンド（英語：Liberty Bond、自由国債）法で定めた。

## 債務上限の引き上げ
米国政府は財政赤字を支えるために、年々米国債を発行して借入をする必要がある。ただし債務上限に達した場合、以降議会が債務上限の引き上げに応じなければ、借入できなくなる。
債務上限を引き上げる場合、リバティボンド法に基づき議会に財政政策に対する監督権と情報公開・財政ルールの評価を進める機会を与え、議会の同意を取る必要がある。ただし、必要に応じ、大統領は憲法修正第14条に基づき、債務上限を引き上げることができる。

### 議会が引き上げに応じない場合
債務上限の引き上げに議会が応じなければ、国防や社会保障における支出が中止され、増税を余儀なくされる。米国はデフォルト（債務不履行）になると、米国だけでなく世界経済全体にわたる金融危機を起こす恐れがある。